# Marianne Hold
Marianne Hold est une actrice allemande, née  Marianne Weiss le 15 mai 1929 ou 1933 à Johannisburg (Prusse-Orientale), et morte le 11 septembre 1994  à Lugano (Suisse).

## Biographie
Marianne Hold est notamment connue, en France, pour son premier film majeur, en 1954, Marianne de ma jeunesse de Julien Duvivier, dont elle tenait le rôle-titre et qui marqua sa carrière. Dans la seconde moitié des années 1950, elle tient souvent le premier rôle dans ce genre qu'on appela par la suite Heimatfilm. Elle incarne avec pathos des personnages de femme, frappées par le destin (maladie, infirmité) et résignées à leur sort mais qui, par leur rayonnement et leur force morale, trouvent à la fin un mari idéal.
Elle vécut maritalement pendant des années avec le violoncelliste virtuose Enrico Mainardi, jusqu'à sa rencontre avec l'acteur autrichien Friedrich Strobel von Stein dit Frederick Stafford lors du tournage du film Les Diamants du Mékong (1964). La naissance de leur enfant, en décembre 1964, la décida à mettre un terme à sa carrière d'actrice, à la fin du tournage d'Au pays de Skipetars. Elle se consacra dès lors à la peinture, aidant les jeunes artistes débutants. 
En septembre 1994, Marianne Hold meurt d'une défaillance cardiaque à son domicile de Lugano. Ses cendres reposent au cimetière de Witikon (Zürich).

## Filmographie
- 1950 : Barriera a Settentrione : Sandra
- 1952 : Ferien vom Ich : Eva von Dernberg
- 1953 : Ave Maria : Daniela Twerdy
- 1954 : Hochzeitsglocken : Katharina Ditmar
- 1955 : Marianne de ma jeunesse de Julien Duvivier : Marianne
- 1955 : Heimatland : Helga Sonnleitner
- 1955 : Wenn die Alpenrosen blüh'n : Dorle
- 1955 : Il prigioniero della montagna : Graziella
- 1956 : Pulverschnee nach Übersee : Franzi
- 1956 : La Fée du Bodensee : Maria Gassl
- 1956 : ...wie einst Lili Marleen : Christa Schmidt
- 1956 : Von der Liebe besiegt (de) : Angela Gassard
- 1957 : Die Prinzessin von St. Wolfgang : Josi, princesse von Leuchtenberg
- 1957 : Maria fille de la forêt : Maria
- 1957 : Die Lindenwirtin vom Donaustrand : Helga
- 1958 : Heimatlos : Barbara
- 1958 : Schwarzwälder Kirsch : Angela Westmann
- 1958 : Mein Schatz ist aus Tirol : Eva Ferner
- 1958 : Der Priester und das Mädchen : Eva
- 1959 : Aus dem Tagebuch eines Frauenarztes : Eva Hansen
- 1959 : Bei der blonden Kathrein : Kathrein
- 1959 : Kein Mann zum Heiraten : Brigitte Vos
- 1960 : Schick deine Frau nicht nach Italian : Sabine
- 1961 : Sooo nicht, meine Herren : Marieluise Huber
- 1961 : Schön ist die Liebe am Königssee : Daniela von Logen
- 1961 : Sissi 63 (en) (Cariño mío) : Veronica
- 1961 : Isola Bella : Anne Stülcken
- 1962 : Dal sabato al lunedi : Joan
- 1962 : L'Ivresse de la forêt (Waldrausch) : Beda
- 1962 : Wilde Wasser : Magdalena Ullmann
- 1964 : Les Diamants du Mékong (Die Diamantenhölle am Mekong) : Dr. Vivian Lancaster
- 1964 : Au pays des Skipétars : Annette Galingré